# Gran Premio d'Azerbaigian 2018
Il Gran Premio d'Azerbaigian 2018 è stata la quarta prova della stagione 2018 del campionato mondiale di Formula 1. La gara si è tenuta domenica 29 aprile sul circuito di Baku ed è stata vinta dal britannico Lewis Hamilton su Mercedes, al sessantatreesimo successo nel mondiale; Hamilton ha preceduto all'arrivo il finlandese Kimi Räikkönen su Ferrari e il messicano Sergio Pérez su Force India-Mercedes.

## Vigilia

### Aspetti tecnici
La Pirelli, unica fornitrice di pneumatici, annuncia che, per il Gran Premio, fornirà coperture di mescola soft, supersoft e ultrasoft.
La FIA stabilisce due zone dove i piloti possono attivare il Drag Reduction System: la prima zona sul rettilineo dei box, con punto di determinazione del distacco dei piloti fissato alla curva 20, mentre la seconda zona nel tratto compreso tra la curva 2 e la curva 3, con detection point posto prima della seconda curva.
La Federazione autorizza lo spostamento degli specchietti retrovisori sull'Halo. L'introduzione di questo nuovo elemento di protezione ha infatti ridotto la visibilità posteriore per i piloti. I tecnici della FIA hanno confermato che non potranno passare cavi attraverso la carenatura; nel caso a una squadra venisse chiesto dalla FOM di montare la telecamera negli specchietti, il team dovrà tornare a usare uno specchietto montato sul telaio o la pancia.
Sempre la FIA invia una lettera di chiarimento ai team, in cui specifica che il soffiaggio dello scarico non può essere indotto da mappature speciali del motore. I gas di scarico delle vetture possono venire usati infatti per migliorare l'efficienza aerodinamica dell'ala posteriore. Il problema dell'utilizzo degli scarichi era stata affrontata già nel regolamento del 2014, spostando il terminale in alto, per evitare che i gas potessero assolvere una funzione aerodinamica sul fondo della monoposto.

### Aspetti sportivi
Dopo due edizioni del gran premio a Baku, disputate a giugno, la gara viene spostata a fine aprile.
Il pilota danese Tom Kristensen è nominato commissario aggiunto da parte della FIA; ha già svolto tale funzione anche in passato, l'ultima al Gran Premio del Messico 2017.

## Prove

### Resoconto
Il pilota finlandese Valtteri Bottas su Mercedes è il più veloce nella prima sessione di prove libere. Ha preceduto di pochi millesimi Daniel Ricciardo, su Red Bull Racing. I due piloti hanno fatto scelte di gomme diverse, col primo su mescole ultrasoft, mentre il secondo ha ottenuto il tempo con gomme supersoft, dopo aver testato anche le soft. Il terzo tempo è stato ottenuto da Sergio Pérez su Force India, che ha preceduto il campione del mondo in carica, Lewis Hamilton. L'altro pilota della Force India, Esteban Ocon, ha chiuso col quinto tempo.
La pista, cittadina, si è rilevata con poco grip, cosa che ha favorito gli errori di guida dei piloti. Max Verstappen ha sbattuto alla curva 6, danneggiando la sua monoposto, e costringendo all'introduzione della virtual safety car. Anche le Ferrari si sono trovate in difficoltà con le gomme ultrasoft, collezionando pochi giri, con Sebastian Vettel che ha ottenuto il decimo tempo, e Kimi Räikkönen il quindicesimo. Sulla vettura di quest'ultimo è stato smontato il fondo, ciò che ha consentito al finlandese di compiere solo pochi giri.
L'abbassamento delle temperature, rispetto alla prima sessione, rende più difficile, nella seconda sessione, per i piloti portare le gomme alla massima forma, tanto che, spesso, sono necessari più giri di riscaldamento, prima di trovare il tempo. La sessione è capeggiata da Daniel Ricciardo, che precede Kimi Räikkönen e il compagno di team, Max Verstappen, che aveva comunque perso i primi minuti, attendendo che i meccanici potessero riparare la vettura danneggiata nella prima sessione. Anche la Ferrari di Kimi Räikkönen ha necessitato di un intervento da parte dei tecnici della scuderia italiana, che hanno dovuto sostituire il cambio. Anche Marcus Ericsson ha dovuto effettuare la stessa sostituzione, sulla sua Sauber. Dopo i primi tre piloti, gli unici a girare sotto il minuto e 43 secondi, ci sono le due Mercedes, seguite da Fernando Alonso. Vettel ha chiuso fuori dai primi dieci tempi, a causa di diversi errori di guida. Al termine delle libere la FIA decide di vietare ai piloti di tagliare la linea di delimitazione dell'ingresso in pit lane, restando però in pista, sfruttando così la scia di vetture in entrata della corsia dei box. Tale manovra, criticata per la pericolosità dai piloti, è stata impedita dalla Federazione, ripristinando la regola per la quale una monoposto, che ha tutte e quattro le ruote alla sinistra della linea bianca, deve obbligatoriamente entrare nella corsia dei box.
Il vento e le temperature più basse del sabato non permettono ai piloti di ottenere tempi validi come quelli del venerdì. Sebastian Vettel ottiene la miglior prestazione, precedendo Lewis Hamilton di tre decimi e il compagno di team Kimi Räikkönen di quattro. Seguono poi Verstappen e Bottas. Daniel Ricciardo ha dovuto interrompere il giro più veloce per il traffico trovato in pista, mentre Pérez ha chiuso sesto, dopo che la Mercedes ha concesso alla Force India la possibilità di utilizzare la mappatura del motore denominata party mode. Negli ultimi minuti la sessione è stata interrotta con bandiera rossa per l'incidente di Sergej Sirotkin, uscito di pista alla curva 3. Al termine delle prove libere Nico Hülkenberg è costretto alla sostituzione del cambio; per tale ragione è penalizzato di 5 posizioni sulla griglia di partenza.

### Risultati
Nella prima sessione del venerdì si è avuta questa situazione: 
| Pos | Nº | Pilota           | Costruttore               | Tempo    | Gap    | Giri |
| --- | -- | ---------------- | ------------------------- | -------- | ------ | ---- |
| 1   | 77 | Valtteri Bottas  | Mercedes                  | 1'44"242 |        | 26   |
| 2   | 3  | Daniel Ricciardo | Red Bull Racing-TAG Heuer | 1'44"277 | +0"035 | 24   |
| 3   | 11 | Sergio Pérez     | Force India-Mercedes      | 1'45"075 | +0"833 | 26   |

Nella seconda sessione del venerdì si è avuta questa situazione:
| Pos | Nº | Pilota           | Costruttore               | Tempo    | Gap    | Giri |
| --- | -- | ---------------- | ------------------------- | -------- | ------ | ---- |
| 1   | 3  | Daniel Ricciardo | Red Bull Racing-TAG Heuer | 1'42"795 |        | 35   |
| 2   | 7  | Kimi Räikkönen   | Ferrari                   | 1'42"864 | +0"069 | 33   |
| 3   | 33 | Max Verstappen   | Red Bull Racing-TAG Heuer | 1'42"911 | +0"116 | 27   |

Nella sessione del sabato si è avuta questa situazione:
| Pos | Nº | Pilota           | Costruttore | Tempo    | Gap    | Giri |
| --- | -- | ---------------- | ----------- | -------- | ------ | ---- |
| 1   | 5  | Sebastian Vettel | Ferrari     | 1'43"091 |        | 17   |
| 2   | 44 | Lewis Hamilton   | Mercedes    | 1'43"452 | +0"361 | 16   |
| 3   | 7  | Kimi Räikkönen   | Ferrari     | 1'43"493 | +0"402 | 17   |

## Qualifiche

### Resoconto
Il tempo è nuvoloso ma non piove sul tracciato, all'inizio delle qualifiche. Romain Grosjean, che già durante le prove libere aveva evidenziato dei problemi di frenata, è costretto quasi subito ad abbandonare le qualificazioni, dopo due errori di guida, imputati a un problema al cambio. Esteban Ocon fa segnare il primo tempo di riferimento, battuto da Daniel Ricciardo, in 1’43"259. Poco dopo le Ferrari scendono sotto il muro del minuto e 43. Ocon si interpone poi fra le due vetture italiane. L'altro pilota della Force India, Sergio Pérez rischia invece l'incidente, per un'uscita dal tracciato.
Max Verstappen batte il tempo di Ricciardo, che, a sua volta, precede le Mercedes, prima che Lewis Hamilton si migliori in 1’42"693, tempo però battuto da Räikkönen, in 1’42"538. Verstappen si reinstalla poi al secondo posto.
Pierre Gasly evita un incidente con il suo compagno di team, Brendon Hartley, che procede molto lentamente in mezzo alla pista. Nella parte finale della Q1 Kevin Magnussen perde un pezzo di deflettore, e le seguenti bandiere gialle impediscono ai piloti di migliorare i loro tempi. Vengono eliminati Stoffel Vandoorne, Pierre Gasly, Marcus Ericsson, Brendon Hartley e Romain Grosjean, che, di fatto, non ha tempi validi per lo schieramento.
In Q2 solo le Force India optano per le ultrasoft, che le altre scuderie temono troppo veloci nel degrado. Valtteri Bottas fa segnare 1’42"679, due decimi meglio del tempo di Verstappen. Kimi Räikkönen utilizza il suo unico treno di gomme supersoft ma commette un errore. Lewis Hamilton batte poi il tempo di Bottas per tre soli millesimi. Räikkönen deve optare in seguito all'uso delle ultrasoft, che poi saranno le gomme da utilizzare all'inizio della gara.
Räikkönen, col quindicesimo tempo prima dell'ultimo giro veloce, prende la testa, con 1’42"510. Il finlandese è il solo pilota a migliorare, tra quelli di testa. Gli eliminati sono i due piloti della Williams, Fernando Alonso, Charles Leclerc e Kevin Magnussen.
In Q3 i piloti affrontano il primo tentativo con maggiore prudenza. Max Verstappen segna il tempo di 1’42"052, battuto dalle Mercedes, prima che Sebastian Vettel trovi il 1’41"498. Räikkönen compie un errore all'ultima curva. Daniel Ricciardo teme una foratura, e perciò cambia il treno di gomme, dopo il primo tentativo. Esteban Ocon ottiene la miglior prestazione, nel terzo settore, ponendosi settimo, davanti a Pérez, Hülkenberg e Sainz.
Hamilton migliora nel primo settore su Vettel per 5 millesimi. Il britannico termina in 1’41"677 mentre Bottas non migliora. Räikkönen ottiene le migliori prestazioni nei primi due settori, ma un errore al termine del giro lo relega al sesto posto.
Vettel è capace però di abbassare ancora il tempo, ottenendo la terza pole position consecutiva, davanti alle due Mercedes e alle due Red Bull. La Ferrari non otteneva tre partenze al palo consecutive dal 2008. Al termine delle qualifiche Romain Grosjean sostituisce il cambio, venendo penalizzato di 5 posizioni sulla griglia di partenza. Essendo ammesso alla partenza, pur in assenza di tempi validi per lo schieramento, in ultima posizione, tale penalizzazione non ha effetto pratico.

### Risultati
Nella sessione di qualifica si è avuta questa situazione:
| Pos                         | Nº | Pilota            | Costruttore               | Q1          | Q2       | Q3       | Griglia |
| --------------------------- | -- | ----------------- | ------------------------- | ----------- | -------- | -------- | ------- |
| 1                           | 5  | Sebastian Vettel  | Ferrari                   | 1'42"762    | 1'43"015 | 1'41"498 | 1       |
| 2                           | 44 | Lewis Hamilton    | Mercedes                  | 1'42"693    | 1'42"676 | 1'41"677 | 2       |
| 3                           | 77 | Valtteri Bottas   | Mercedes                  | 1'43"355    | 1'42"679 | 1'41"837 | 3       |
| 4                           | 3  | Daniel Ricciardo  | Red Bull Racing-TAG Heuer | 1'42"857    | 1'43"482 | 1'41"911 | 4       |
| 5                           | 33 | Max Verstappen    | Red Bull Racing-TAG Heuer | 1'42"642    | 1'42"901 | 1'41"994 | 5       |
| 6                           | 7  | Kimi Räikkönen    | Ferrari                   | 1'42"538    | 1'42"510 | 1'42"490 | 6       |
| 7                           | 31 | Esteban Ocon      | Force India-Mercedes      | 1'43"021    | 1'42"967 | 1'42"523 | 7       |
| 8                           | 11 | Sergio Pérez      | Force India-Mercedes      | 1'43"992    | 1'43"366 | 1'42"547 | 8       |
| 9                           | 27 | Nico Hülkenberg   | Renault                   | 1'43"746    | 1'43"242 | 1'43"066 | 14      |
| 10                          | 55 | Carlos Sainz Jr.  | Renault                   | 1'43"426    | 1'43"464 | 1'43"351 | 9       |
| 11                          | 18 | Lance Stroll      | Williams-Mercedes         | 1'44"359    | 1'43"585 | N.D.     | 10      |
| 12                          | 35 | Sergej Sirotkin   | Williams-Mercedes         | 1'44"261    | 1'43"886 | N.D.     | 11      |
| 13                          | 14 | Fernando Alonso   | McLaren-Renault           | 1'44"010    | 1'44"019 | N.D.     | 12      |
| 14                          | 16 | Charles Leclerc   | Sauber-Ferrari            | 1'43"752    | 1'44"074 | N.D.     | 13      |
| 15                          | 20 | Kevin Magnussen   | Haas-Ferrari              | 1'43"674    | 1'44"759 | N.D.     | 15      |
| 16                          | 2  | Stoffel Vandoorne | McLaren-Renault           | 1'44"489    | N.D.     | N.D.     | 16      |
| 17                          | 10 | Pierre Gasly      | Scuderia Toro Rosso-Honda | 1'44"496    | N.D.     | N.D.     | 17      |
| 18                          | 9  | Marcus Ericsson   | Sauber-Ferrari            | 1'45"541    | N.D.     | N.D.     | 18      |
| Tempo limite 107%: 1'49"715 |    |                   |                           |             |          |          |         |
| NQ                          | 28 | Brendon Hartley   | Scuderia Toro Rosso-Honda | 1'57"354    | N.D.     | N.D.     | 19      |
| NQ                          | 8  | Romain Grosjean   | Haas-Ferrari              | senza tempo | N.D.     | N.D.     | 20      |

In grassetto sono indicate le migliori prestazioni in Q1, Q2 e Q3.

## Gara

### Resoconto
Il poleman Sebastian Vettel mantiene il comando della gara, alla partenza, davanti alle due Mercedes; c'è un contatto tra Kimi Räikkönen ed Esteban Ocon, col primo che è costretto subito ai box per sostituire il musetto, mentre il secondo finisce a muro e abbandona la gara. Più dietro Sergej Sirotkin colpisce Fernando Alonso: lo spagnolo riesce a ritornare ai box su due sole ruote, mentre il russo è costretto all'abbandono. La direzione di gara decide per la safety car. La classifica vede Vettel davanti alle due Mercedes, poi seguono le due Red Bull Racing, Carlos Sainz Jr., Lance Stroll, Nico Hülkenberg e Pierre Gasly. Dopo 5 tornate in regime di vettura di sicurezza Vettel riesce a difendere la sua prima posizione, mentre Max Verstappen e Carlos Sainz Jr. passano Daniel Ricciardo, ponendosi quarto e quinto, rispettivamente. Nico Hülkenberg passa Stroll, per la settima piazza.
Lo spagnolo della Renault riesce anche a passare Verstappen, sul rettifilo, ma l'olandese recupera subito la posizione. Solo al nono passaggio Sainz Jr. riesce a passare nuovamente Verstappen, mentre anche l'altro pilota della Renault, Hülkenberg, riesce a sopravanzare i due della Red Bull, trovandosi alle spalle del compagno di team, quinto. La gara del pilota tedesco termina al decimo giro, quando tocca un muretto con la gomma posteriore destra, distruggendo la sospensione.
Inizia un bel duello tra le due Red Bull Racing, con Ricciardo che tenta a più riprese di passare Verstappen, anche se entrambe le vetture angloaustriache denunciano dei problemi con la ricarica delle batterie. Al giro 16 Sainz Jr. si ferma per montare gomme soft, mentre Räikkönen passa prima Stroll poi Charles Leclerc, cogliendo il sesto posto. Al ventunesimo passaggio Stroll cede ancora una posizione, venendo sorpassato da Sergio Pérez.
Dopo un paio di errori di guida che lo hanno fatto allontanare da Vettel, Lewis Hamilton effettua la sosta al giro 23. Il britannico rientra terzo, trovandosi per subito alle sue spalle Verstappen. L'olandese deve però continuare a difendersi dal compagno di team Ricciardo, che lo attacca però senza successo. Al trentesimo giro c'è anche la sosta del capoclassifica Sebastian Vettel, che rientra in pista secondo, fra le due Mercedes.
Al giro 35 Daniel Ricciardo passa Max Verstappen, alla prima staccata. L'australiano si ferma ai box al giro 37, montando gomme ultrasoft. La stessa scelta è fatta da Verstappen, nel giro seguente. Ricciardo rientra in pista quinto, dietro all'olandese. Un giro dopo i due sono protagonisti di un incidente, lungo il rettilineo dei box. Ricciardo, in un tentativo di sorpasso, tampona Verstappen: entrambi sono costretti al ritiro. Viene nuovamente inviata in pista la safety car.
Valtteri Bottas, leader della gara, che non ha ancora cambiato le gomme, va alla sosta, seguito subito da Sebastian Vettel, che era secondo, ma che aveva già effettuato il cambio gomme. Si fermano anche Räikkönen, Sergio Pérez, Charles Leclerc e Romain Grosjean, fra i primi. Durante il regime di vettura di sicurezza Grosjean, che era sesto, termina a muro, mentre stava scaldando le gomme, ed è costretto al ritiro. I piloti criticano la direzione di gara per la mancata esposizione della bandiera rossa, vista la presenza in pista di un'autogrù che deve spostare la Haas incidentata.
La classifica, alla ripartenza della gara, vede Valtteri Bottas in testa, davanti a Vettel, Hamilton, Räikkönen, Pérez, Sainz Jr., Leclerc e Stroll. Al termine del periodo di gara neutralizzato, Vettel tenta subito l'attacco a Bottas, anche per difendersi da Hamilton, ma giunge lungo alla prima staccata, scalando quarto. Il tedesco perde inoltre un'ulteriore posizione il giro dopo, venendo passato da Pérez.
Al giro 48 Valtteri Bottas colpisce un detrito sul lungo rettilineo, che affloscia la sua gomma posteriore destra, costringendolo ad abbandonare il gran premio, a tre giri dal termine. Passa al comando Lewis Hamilton che così vince la sua sessantatreesima gara in F1. Completano il podio Kimi Räikkönen e Sergio Pérez; per il messicano si tratta di un ritorno sul podio dopo due anni, quando conquistò, proprio a Baku, la terza piazza. Vanno a punti, per la prima volta in carriera, Charles Leclerc e Brendon Hartley. L'ultimo monegasco a punti era stato Louis Chiron nel Gran Premio di Monaco 1950, mentre l'ultimo neozelandese a segnare punti iridati era stato Chris Amon nel Gran Premio di Spagna 1976. Con il quinto posto di Carlos Sainz Jr., la Renault ottiene il suo miglior risultato dal Gran Premio del Canada 2011. Per Kimi Räikkönen è il ventiseiesimo gran premio diverso a cui è andato a podio, nuovo record per la F1.

### Risultati
I risultati del Gran Premio sono i seguenti:
| Pos | Nº | Pilota            | Costruttore               | Giri | Tempo/Ritiro                 | Griglia | Punti |
| --- | -- | ----------------- | ------------------------- | ---- | ---------------------------- | ------- | ----- |
| 1   | 44 | Lewis Hamilton    | Mercedes                  | 51   | 1h43'44"291                  | 2       | 25    |
| 2   | 7  | Kimi Räikkönen    | Ferrari                   | 51   | +2"460                       | 6       | 18    |
| 3   | 11 | Sergio Pérez      | Force India-Mercedes      | 51   | +4"024                       | 8       | 15    |
| 4   | 5  | Sebastian Vettel  | Ferrari                   | 51   | +5"329                       | 1       | 12    |
| 5   | 55 | Carlos Sainz Jr.  | Renault                   | 51   | +7"515                       | 9       | 10    |
| 6   | 16 | Charles Leclerc   | Sauber-Ferrari            | 51   | +9"158                       | 13      | 8     |
| 7   | 14 | Fernando Alonso   | McLaren-Renault           | 51   | +10"931                      | 12      | 6     |
| 8   | 18 | Lance Stroll      | Williams-Mercedes         | 51   | +12"546                      | 10      | 4     |
| 9   | 2  | Stoffel Vandoorne | McLaren-Renault           | 51   | +14"152                      | 16      | 2     |
| 10  | 28 | Brendon Hartley   | Scuderia Toro Rosso-Honda | 51   | +18"030                      | 19      | 1     |
| 11  | 9  | Marcus Ericsson   | Sauber-Ferrari            | 51   | +18"512                      | 18      |       |
| 12  | 10 | Pierre Gasly      | Scuderia Toro Rosso-Honda | 51   | +24"720                      | 17      |       |
| 13  | 20 | Kevin Magnussen   | Haas-Ferrari              | 51   | +40"663                      | 15      |       |
| 14  | 77 | Valtteri Bottas   | Mercedes                  | 48   | Foratura                     | 3       |       |
| Rit | 8  | Romain Grosjean   | Haas-Ferrari              | 42   | Incidente                    | 20      |       |
| Rit | 33 | Max Verstappen    | Red Bull Racing-TAG Heuer | 39   | Collisione con D. Ricciardo  | 5       |       |
| Rit | 3  | Daniel Ricciardo  | Red Bull Racing-TAG Heuer | 39   | Collisione con M. Verstappen | 4       |       |
| Rit | 27 | Nico Hülkenberg   | Renault                   | 10   | Incidente                    | 14      |       |
| Rit | 31 | Esteban Ocon      | Force India-Mercedes      | 0    | Collisione con K. Raikkonen  | 7       |       |
| Rit | 35 | Sergej Sirotkin   | Williams-Mercedes         | 0    | Collisione con F. Alonso     | 11      |       |

## Classifiche mondiali

### Piloti
| Pos | Pilota            | Punti |
| --- | ----------------- | ----- |
| 1   | Lewis Hamilton    | 70    |
| 2   | Sebastian Vettel  | 66    |
| 3   | Kimi Räikkönen    | 48    |
| 4   | Valtteri Bottas   | 40    |
| 5   | Daniel Ricciardo  | 37    |
| 6   | Fernando Alonso   | 28    |
| 7   | Nico Hülkenberg   | 22    |
| 8   | Max Verstappen    | 18    |
| 9   | Sergio Pérez      | 15    |
| 10  | Carlos Sainz Jr.  | 13    |
| 11  | Pierre Gasly      | 12    |
| 12  | Kevin Magnussen   | 11    |
| 13  | Charles Leclerc   | 8     |
| 13  | Stoffel Vandoorne | 8     |
| 14  | Lance Stroll      | 4     |
| 15  | Marcus Ericsson   | 2     |
| 16  | Esteban Ocon      | 1     |
| 16  | Brendon Hartley   | 1     |

### Costruttori
| Pos | Costruttore               | Punti |
| --- | ------------------------- | ----- |
| 1   | Ferrari                   | 114   |
| 2   | Mercedes                  | 110   |
| 3   | Red Bull Racing-TAG Heuer | 55    |
| 4   | McLaren-Renault           | 36    |
| 5   | Renault                   | 35    |
| 6   | Force India-Mercedes      | 16    |
| 7   | Scuderia Toro Rosso-Honda | 13    |
| 8   | Haas-Ferrari              | 11    |
| 9   | Sauber-Ferrari            | 10    |
| 10  | Williams-Mercedes         | 4     |

## Decisioni della FIA
Al termine della gara, Kevin Magnussen è penalizzato di 10 secondi sul tempo di gara, essendo ritenuto responsabile di un incidente con Pierre Gasly, alla ripartenza dopo la seconda safety car. Tale penalizzazione però non incide sulla sua classificazione. Al danese vengono anche sottratti due punti dalla Superlicenza.
La FIA penalizza Sergej Sirotkin per l'incidente con Fernando Alonso alla partenza. Il pilota russo perde tre posizioni al via del prossimo Gran Premio di Spagna e due punti sulla Superlicenza.
Sergio Pérez subisce una penalità di due punti sulla Superlicenza per aver effettuato un sorpasso in regime di safety car.
Marcus Ericsson, oltre alla penalità di 10 secondi comminatagli durante la gara, subisce la decurtazione di due punti sulla Superlicenza per aver causato un incidente.
La Federazione non prende provvedimenti nei confronti dei due piloti della Red Bull, protagonisti di un incidente nelle fasi finali della gara. Daniel Ricciardo e Max Verstappen subiscono solo una reprimenda.

## Polemiche dopo la gara
Il contatto fra le due Red Bull, che ha portato all'abbandono di entrambi i piloti, è stato motivo di grande discussione al termine della gara. Il team principal della scuderia, Chris Horner, ha definito "inaccettabile" aver perso, in questo modo, molti punti iridati.
Pierre Gasly, a seguito dell'incidente con Kevin Magnussen, definisce il pilota danese come il "più pericoloso" con cui abbia corso. Il francese ha spiegato la dinamica dell'accaduto:
Lewis Hamilton ha criticato invece le modalità con cui Sebastian Vettel ha condotto il gruppo delle vetture, al momento del rientro ai box, al termine del primo periodo di safety car. Il britannico ha criticato, in special modo, l'andatura a strappi, tenuta, a suo parere, dal tedesco. Hamilton ha chiesto anche chiarimenti al direttore di gara, Charlie Whiting.